# Brens (Ain)
Pour les articles homonymes, voir Brens.
Brens [bʁɛ̃s] est une commune française située dans le département de l'Ain en région Auvergne-Rhône-Alpes.
Ses habitants s'appellent les Brégnards et les Brégnardes.

## Géographie
Située au sud de Belley, Brens est entouré par la forêt de Rothonne à l'ouest et par le Rhône à l'est. La commune est située dans la zone de délimitation des vins AOC du Bugey.

### Climat
Pour des articles plus généraux, voir Climat d'Auvergne-Rhône-Alpes et Climat de l'Ain.
En 2010, le climat de la commune est de type climat océanique altéré, selon une étude du CNRS s'appuyant sur une série de données couvrant la période 1971-2000. En 2020, Météo-France publie une typologie des climats de la France métropolitaine dans laquelle la commune est exposée à un climat de montagne ou de marges de montagne et est dans la région climatique Alpes du nord, caractérisée par une pluviométrie annuelle de 1 200 à 1 500 mm, irrégulièrement répartie en été.
Pour la période 1971-2000, la température annuelle moyenne est de 11,8 °C, avec une amplitude thermique annuelle de 18,8 °C. Le cumul annuel moyen de précipitations est de 1 243 mm, avec 10,3 jours de précipitations en janvier et 7,7 jours en juillet. Pour la période 1991-2020, la température moyenne annuelle observée sur la station météorologique de Météo-France la plus proche, « Belley Man », sur la commune de Belley à 5 km à vol d'oiseau, est de 12,1 °C et le cumul annuel moyen de précipitations est de 1 099,8 mm,. Pour l'avenir, les paramètres climatiques de la commune estimés pour 2050 selon différents scénarios d'émission de gaz à effet de serre sont consultables sur un site dédié publié par Météo-France en novembre 2022.

## Urbanisme

### Typologie
Au 1er janvier 2024, Brens est catégorisée commune rurale à habitat dispersé, selon la nouvelle grille communale de densité à 7 niveaux définie par l'Insee en 2022.
Elle appartient à l'unité urbaine de Belley, une agglomération intra-départementale dont elle est une commune de la banlieue,. Par ailleurs la commune fait partie de l'aire d'attraction de Belley, dont elle est une commune de la couronne,. Cette aire, qui regroupe 31 communes, est catégorisée dans les aires de moins de 50 000 habitants,.

### Occupation des sols
L'occupation des sols de la commune, telle qu'elle ressort de la base de données européenne d’occupation biophysique des sols Corine Land Cover (CLC), est marquée par l'importance des territoires agricoles (63,6 % en 2018), néanmoins en diminution par rapport à 1990 (66,4 %). La répartition détaillée en 2018 est la suivante : 
zones agricoles hétérogènes (35,9 %), terres arables (23,9 %), forêts (17,8 %), zones urbanisées (14,9 %), prairies (3,8 %), eaux continentales (3,5 %), espaces verts artificialisés, non agricoles (0,2 %).
L'évolution de l’occupation des sols de la commune et de ses infrastructures peut être observée sur les différentes représentations cartographiques du territoire : la carte de Cassini (XVIIIe siècle), la carte d'état-major (1820-1866) et les cartes ou photos aériennes de l'IGN pour la période actuelle (1950 à aujourd'hui).

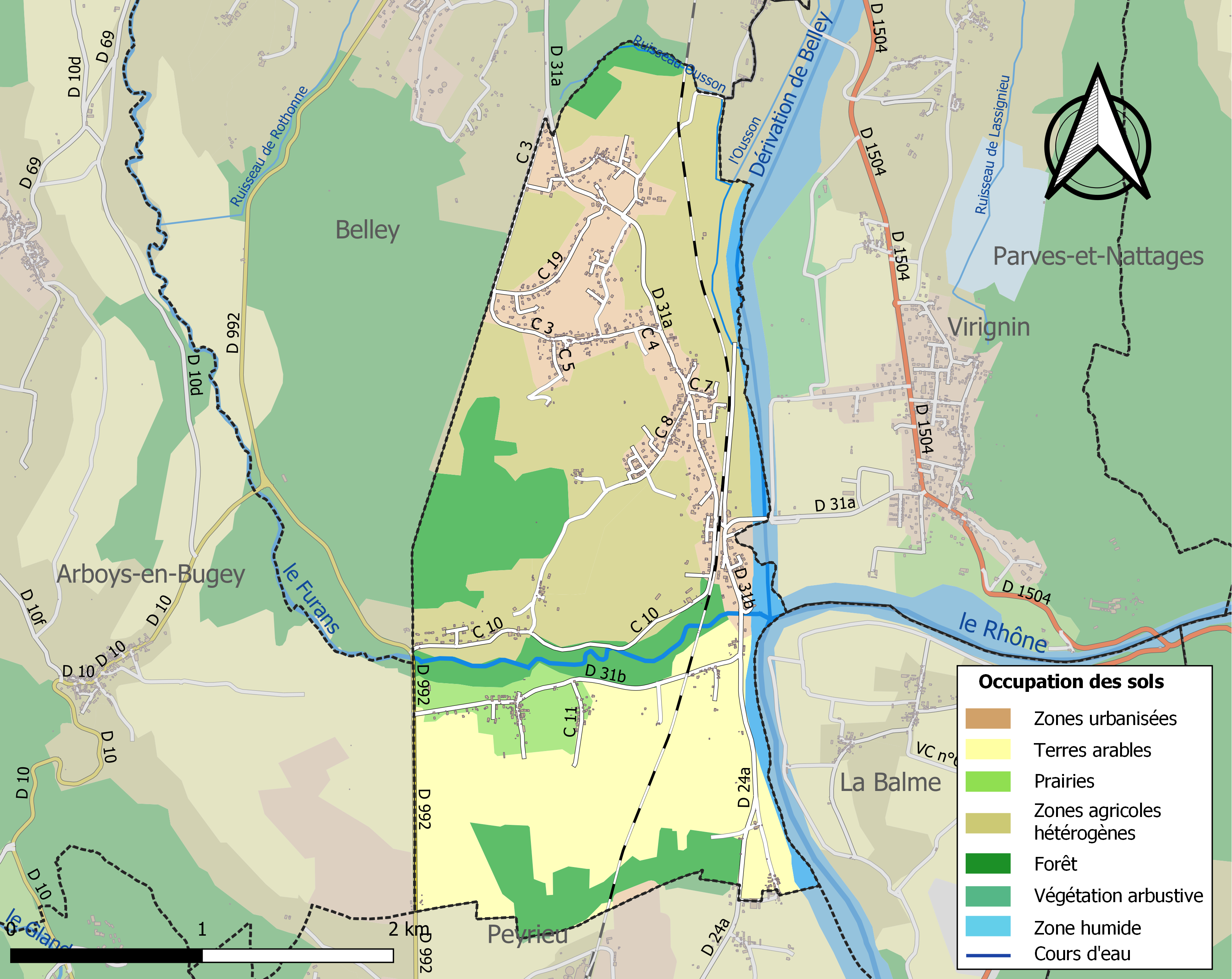
Carte des infrastructures et de l'occupation des sols de la commune en 2018 (CLC).

## Toponymie
Le nom de la localité est attesté sous les formes de Brengo et Brengs en 1339, Breins en 1361, ecclesia de Brens vers 1400, Brens en 1444. 
D'après Ernest Nègre, ce toponyme dériverait de l'anthroponyme germanique Beringus. Nous pouvons aussi, et c'est une autre hypothèse, y trouver un toponyme d'origine celtique dérivant de Bre- (colline, hauteur)[réf. souhaitée].

## Histoire
Paroisse sous le vocable de saint Michel unie, au XVIIe siècle, à celle de Belley.
Les chevalier de Malte possédaient dans cette paroisse des fonds qu'ils avaient recueillis dans la succession des Templiers d'Acoyeu.

### Les Templiers et les Hospitaliers
L'ancienne maison des Templiers, la plus ancienne du département ; le chapitre de Belley en concède l’emplacement en 1142 et Guillaume, évêque de Belley, consacre l’église en 1149. Après la suppression de l’ordre du Temple, Acoyeu est dévolue aux Hospitaliers de l'ordre de Saint-Jean de Jérusalem et devint un membre de la commanderie de Chambéry au sein du grand prieuré d'Auvergne,.
Un arrêt du parlement, en date du 10 juin 1610, les condamna à en payer la dîme au chapitre de Belley « soit que ces fonds fussent cultivés aux frais du commandeur ou qu'ils fussent amodiés. »
Il reste de la commanderie initiale la tour ronde de la commanderie d'Acoyeu (1149), au lieu-dit La Commanderie.

### Époque moderne et contemporaine
La ville bénéficie d'une gare sur la ligne de Pressins à Virieu-le-Grand à partir de 1880. Si le trafic voyageur cesse en 1940, le trafic marchandise continue jusqu'en 2009. Bien qu'une grande campagne de travaux ait lieu jusqu'en 2014 et que le trafic ait repris trois ans durant, la ligne révèle malgré tout un état d'usure et de fatigue jugé dangereux par la SNCF et Réseau ferré de France. Faute d'accords financiers, elle est laissée en l'état et progressivement abandonnée,,.

## Politique et administration

### Découpage territorial
La commune de Brens est membre de la communauté de communes Bugey Sud, un établissement public de coopération intercommunale (EPCI) à fiscalité propre créé le 1er janvier 2014 dont le siège est à Belley. Ce dernier est par ailleurs membre d'autres groupements intercommunaux.
Sur le plan administratif, elle est rattachée à l'arrondissement de Belley, au département de l'Ain et à la région Auvergne-Rhône-Alpes. Sur le plan électoral, elle dépend du  canton de Belley pour l'élection des conseillers départementaux, depuis le redécoupage cantonal de 2014 entré en vigueur en 2015, et de la troisième circonscription de l'Ain  pour les élections législatives, depuis le dernier découpage électoral de 2010.

### Administration municipale

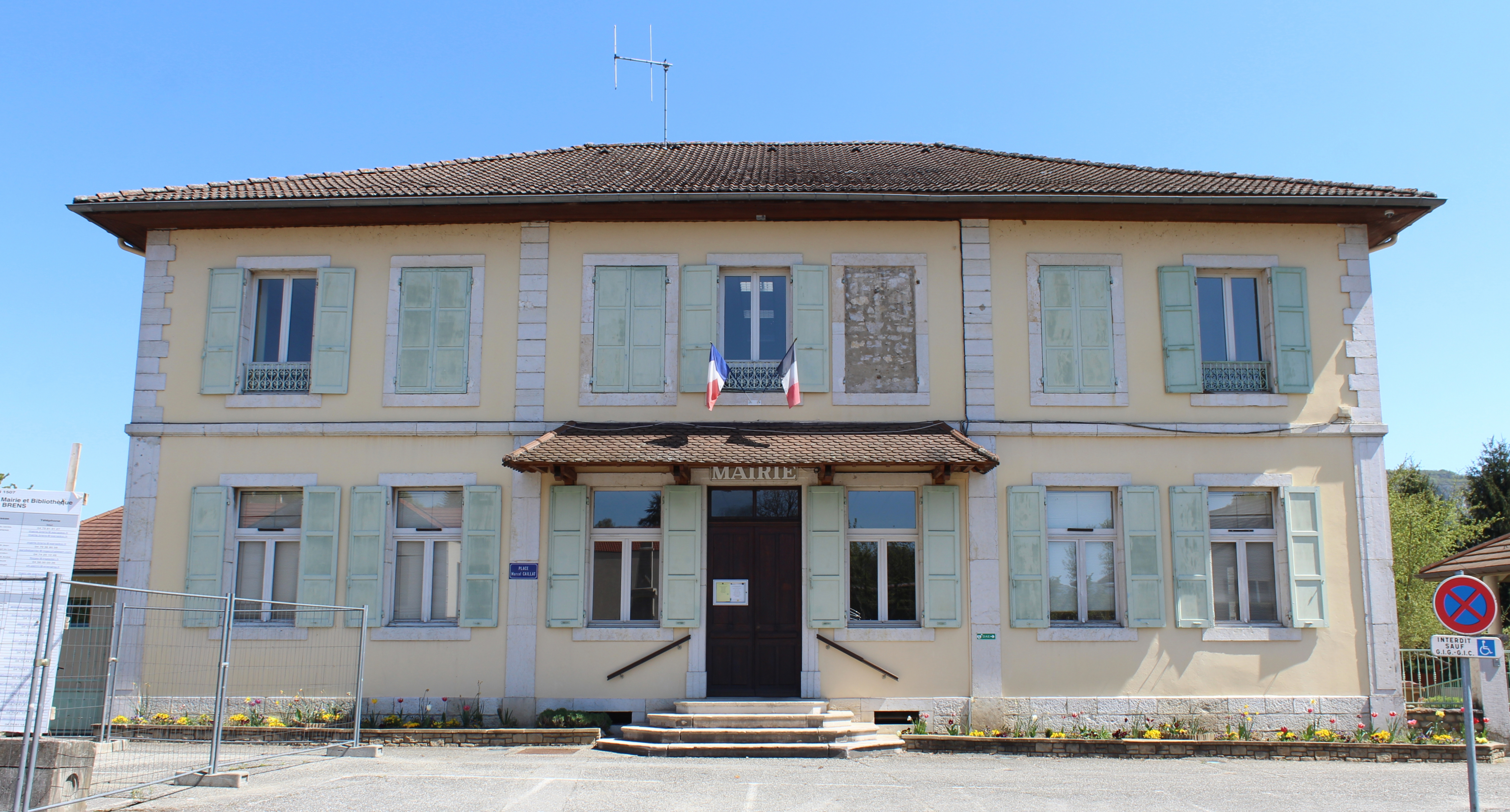
Ancienne mairie.

| Période | Période  | Identité        | Étiquette | Qualité                                                                                      |
| ------- | -------- | --------------- | --------- | -------------------------------------------------------------------------------------------- |
| 1995    | 2001     | Marcel Caillat  |           |                                                                                              |
| 2001    | 2008     | Jacques Burdet  |           |                                                                                              |
| 2008    | 2020     | Jean-Marc Païta |           |                                                                                              |
| 2020    | En cours | Roger Patermo   | DVD       | Secrétaire général de mairie retraité, suppléant d'Olga Givernet, députée LREM jusqu'en 2024 |

## Démographie
L'évolution du nombre d'habitants est connue à travers les recensements de la population effectués dans la commune depuis 1793. Pour les communes de moins de 10 000 habitants, une enquête de recensement portant sur toute la population est réalisée tous les cinq ans, les populations de référence des années intermédiaires étant quant à elles estimées par interpolation ou extrapolation. Pour la commune, le premier recensement exhaustif entrant dans le cadre du nouveau dispositif a été réalisé en 2005.
En 2022, la commune comptait 1 117 habitants, en évolution de −4,45 % par rapport à 2016 (Ain : +5,15 %, France hors Mayotte : +2,11 %).
| 1793 | 1800 | 1806 | 1821 | 1831 | 1836 | 1841 | 1846 | 1851 |
| ---- | ---- | ---- | ---- | ---- | ---- | ---- | ---- | ---- |
| 270  | 283  | 341  | 333  | 344  | 333  | 336  | 645  | 645  |

| 1856 | 1861 | 1866 | 1872 | 1876 | 1881 | 1886 | 1891 | 1896 |
| ---- | ---- | ---- | ---- | ---- | ---- | ---- | ---- | ---- |
| 613  | 668  | 639  | 612  | 597  | 580  | 592  | 552  | 541  |

| 1901 | 1906 | 1911 | 1921 | 1926 | 1931 | 1936 | 1946 | 1954 |
| ---- | ---- | ---- | ---- | ---- | ---- | ---- | ---- | ---- |
| 507  | 531  | 464  | 450  | 438  | 406  | 388  | 333  | 347  |

| 1962 | 1968 | 1975 | 1982 | 1990 | 1999 | 2005 | 2006 | 2010  |
| ---- | ---- | ---- | ---- | ---- | ---- | ---- | ---- | ----- |
| 337  | 342  | 395  | 475  | 638  | 731  | 842  | 854  | 1 158 |

| 2015  | 2020  | 2022  | - | - | - | - | - | - |
| ----- | ----- | ----- | - | - | - | - | - | - |
| 1 171 | 1 133 | 1 117 | - | - | - | - | - | - |

## Culture et patrimoine

### Lieux et monuments
- Tour ronde de la commanderie d'Acoyeu (1149)
- Église Saint-Michel de Brens du XVIIe siècle
- Chapelle Saint-Michel, dans le cimetière.

### Zones naturelles protégées
- Le Haut-Rhône de la Chautagne aux chutes de Virignin, ZNIEFF de type I, Classée Zone de Protection Spéciale, Natura 2000
- Marais de Malu[27]
- Partie aval de la rivière du Furans
- Marais d'Archine[28]

### Personnalités liées à la commune
- Cédric Burdet : joueur international de handball.